# Liste der Kulturdenkmäler in Gründau
Die folgende Liste enthält die in der Denkmaltopographie ausgewiesenen Kulturdenkmäler auf dem Gebiet  der Gemeinde Gründau, Main-Kinzig-Kreis, Hessen.
Hinweis: Die Reihenfolge der Denkmäler in dieser Liste orientiert sich zunächst an Ortsteilen und anschließend der Anschrift, alternativ ist sie auch nach der Bezeichnung, der vom Landesamt für Denkmalpflege vergebenen Nummer oder der Bauzeit sortierbar.
Kulturdenkmäler werden fortlaufend im Denkmalverzeichnis des Landes Hessen durch das Landesamt für Denkmalpflege Hessen auf Basis des Hessischen Denkmalschutzgesetzes (HDSchG) geführt. Die Schutzwürdigkeit eines Kulturdenkmals hängt nicht von der Eintragung in das Denkmalverzeichnis des Landes Hessen oder der Veröffentlichung in der Denkmaltopographie ab.

Das Vorhandensein oder Fehlen eines Objekts in dieser Liste ist keine rechtsverbindliche Auskunft darüber, ob es Kulturdenkmal ist oder nicht: Diese Liste entspricht möglicherweise nicht dem aktuellen Stand der offiziellen Denkmaltopographie. Diese ist für Hessen in den entsprechenden Bänden der Denkmaltopographie Bundesrepublik Deutschland und im Internet unter DenkXweb – Kulturdenkmäler in Hessen einsehbar. Auch diese Quellen sind, obwohl sie durch das Landesamt für Denkmalpflege Hessen aktualisiert werden, nicht immer aktuell, da es im Denkmalbestand immer wieder Änderungen gibt.
Eine verbindliche Auskunft erteilt allein das Landesamt für Denkmalpflege Hessen.
Nutze diese Kartenansicht, um Koordinaten in der Liste zu setzen. In dieser Kartenansicht sind Kulturdenkmale ohne Koordinaten mit einem roten bzw. orangen Marker dargestellt und können in der Karte gesetzt werden. Kulturdenkmale ohne Bild sind mit einem blauen bzw. roten Marker gekennzeichnet, Kulturdenkmale mit Bild mit einem grünen bzw. orangen Marker.

## Kulturdenkmäler nach Ortsteilen

### Breitenborn
| Bild                                                                | Bezeichnung                                                         | Lage | Beschreibung | Bauzeit                   | Objekt-Nr. |
| ------------------------------------------------------------------- | ------------------------------------------------------------------- | --- | --- | ------------------------- | ---------- |
| Bild gesucht BW                                                     | Gesamtanlage Alter Ortskern                                         | Alter Friedhof (Teilstück), Litterbach mit abzweigendem Mühlbach, Brauwiesenstraße 2/Mühlstraße 2, Forsthausstraße, Hauptstraße, Triebstraße Lage | |                           | 128813 DDB |
| weitere Bilder                                                      | Breitenborner Mühle                                                 | Brauwiesenstraße 2 LageFlur: 28, Flurstück: 59/61                                                                                                 | | Vermutlich vor 1703       | 128814 DDB |
| Bild gesucht BW                                                     |                                                                     | Brauwiesenstraße 16 LageFlur: 28, Flurstück: 52/10                                                                                                | | 1926                      | 128108 DDB |
| Brunnenborn                                                         | Brunnenborn                                                         | Forsthausstraße o. Nr. LageFlur: 25, Flurstück: 16/2                                                                                              | | 1605/Wiedererrichtet 1951 | 128816 DDB |
| Bild gesucht BW                                                     |                                                                     | Forsthausstraße 1 LageFlur: 28, Flurstück: 49/1                                                                                                   | | 1812                      | 128109 DDB |
| Bild gesucht BW                                                     | Ehemalige Schule mit Betsaal                                        | Forsthausstraße 6 LageFlur: 25, Flurstück: 17 | | 1680                      | 128815 DDB |
| Ehemalige Ysenburg-Büdingen-Wächtersbachische Försterei Hüttengrund | Ehemalige Ysenburg-Büdingen-Wächtersbachische Försterei Hüttengrund | Forsthausstraße 8 LageFlur: 25, Flurstück: 15/4                                                                                                   | Ehemalige Glashütte 1605 gegründet und Ende des 19. Jahrhunderts neugebaut. Ysenburgisches Wappen im Portal von 1707 erhalten. (Gut im Foto zu erkennen) | 1707                      | 128111 DDB |
|                                                                     |                                                                     | Forsthausstraße 9 LageFlur: 28, Flurstück: 45 | | Um 1900                   | 128110 DDB |
| Bild gesucht BW                                                     |                                                                     | Hauptstraße 1 LageFlur: 25, Flurstück: 185 | |                           | 128818 DDB |
| weitere Bilder                                                      | Evangelische Kirche                                                 | Hauptstraße 10, Litterbach LageFlur: 28, Flurstück: 109, 50/3                                                                                     | | 1856                      | 128113 DDB |
| Bild gesucht BW                                                     |                                                                     | Hauptstraße 32 LageFlur: 27, Flurstück: 88 | | Um 1800                   | 128112 DDB |
| Bild gesucht BW                                                     |                                                                     | Hauptstraße 34 LageFlur: 27, Flurstück: 89 | | 1825                      | 128819 DDB |
| Bild gesucht BW                                                     |                                                                     | Hauptstraße 53 LageFlur: 27, Flurstück: 4 | | Um 1800                   | 128820 DDB |
| Bild gesucht BW                                                     |                                                                     | Mühlstraße 13 LageFlur: 28, Flurstück: 126 | | 20. Jh.                   | 128821 DDB |
| Bild gesucht BW                                                     | Trafostation                                                        | Wehrstraße (bei Nr. 5) LageFlur: 27, Flurstück: 137                                                                                               | Transformatorenturm | 1920er Jahre              | 128822 DDB |
| Bild gesucht BW                                                     | Alter Friedhof                                                      | Wirthsberg (Friedhofstraße) LageFlur: 25, Flurstück: 26/2                                                                                         | | 19./20. Jh.               | 128817 DDB |

### Gettenbach
| Bild                                                       | Bezeichnung                        | Lage | Beschreibung | Bauzeit                | Objekt-Nr. |
| ---------------------------------------------------------- | ---------------------------------- | --- | --- | ---------------------- | ---------- |
| GesamtanlageAlter Ortskern                                 | Gesamtanlage Alter Ortskern        | Eichelkopfstraße, Köhlerkopf, Bachlauf des Gettenbachs Lage                                                                | Ältester Teil des Dorfes (Oberdorf) um die mittelalterliche Forsthube (heute Jagdschloss) |                        | 128823 DDB |
| Villa Ballerstedt/Villa Schwab                             | Villa Ballerstedt/ Villa Schwab    | Eichelkopfstraße (HD) 1 LageFlur: 18, Flurstück: 65/1 (Gemarkung Hain-Gründau)                                             | | Anfang 20. Jahrhundert | 128115 DDB |
| Bild gesucht BW                                            | Scheune der ehemaligen Papiermühle | Eichelkopfstraße 15 LageFlur: 1, Flurstück: 16/3                                                                           | | 1670                   | 128824 DDB |
| Bild gesucht BW                                            |                                    | Eichelkopfstraße 26 LageFlur: 2, Flurstück: 78/5                                                                           | | 1919                   | 128825 DDB |
| Bild gesucht BW                                            |                                    | Eichelkopfstraße 28 LageFlur: 2, Flurstück: 81/2                                                                           | | 1828                   | 128826 DDB |
| Bild gesucht BW                                            |                                    | Eichelkopfstraße 39 LageFlur: 1, Flurstück: 10/2                                                                           | | 19. Jahrhundert        | 128827 DDB |
| Sachgesamtheit Jagdschloss                                 | Sachgesamtheit Jagdschloss         | Eichelkopfstraße 65 LageFlur: 2, Flurstück: 65/7                                                                           | | Ab 1689                | 128117 DDB |
| Ysenburgischer Forsthof                                    | Ysenburgischer Forsthof            | Eichelkopfstraße 67 LageFlur: 2, Flurstück: 65/5                                                                           | | 18./19. Jahrhundert    | 128828 DDB |
| Backhaus, Grenzstein                                       | Backhaus, Grenzstein               | Eichelkopfstraße (bei Nr. 75) LageFlur: 2, Flurstück: 37/1                                                                 | Gemeindebackhaus, bis in die 1950er Jahre in Betrieb (wieder belebt in den 1970er und 1980er Jahren); der Grenzstein „K. P.“ (= Königreich Preußen) und „G. H.“ (= Großherzogtum Hessen) stammt von der ca. 2 km westlich gelegenen ehemaligen Staatsgrenze der genannten untergegangenen Staaten (heute Grenze zwischen den Ortsteilen Gettenbach und Hain-Gründau) | 1840                   | 128833 DDB |
| Bild gesucht BW                                            | Scheune                            | Eichelkopfstraße 79 LageFlur: 2, Flurstück: 148/32                                                                         | |                        | 128829 DDB |
| Bild gesucht BW                                            |                                    | Eichelkopfstraße 85 LageFlur: 2, Flurstück: 19/3                                                                           | Hofanlage | 19. Jahrhundert        | 128830 DDB |
| Bild gesucht BW                                            |                                    | Eichelkopfstraße 91, Hinter der Papiermühle LageFlur: 2, Flurstück: 156/21, 160/17                                         | | 19. Jahrhundert        | 128831 DDB |
| Bild gesucht BW                                            | Ehemalige Papiermühle              | Eichelkopfstraße 93/95 LageFlur: 2, Flurstück: 13/5, 16/6, 13/7                                                            | Wohnhaus des Papiermüllers der ehemaligen Papiermühle | 1740                   | 128832 DDB |
| Altes Schulhaus vom ehemaligen „Schulpfädchen“ aus gesehen | Alte Schule und Rathaus            | Goldgipfel 2 LageFlur: 1, Flurstück: 144/4                                                                                 | | 1849                   | 128116 DDB |
| Bild gesucht BW                                            | Sachteile Gedenktafeln             | Goldgipfel 7 LageFlur: 1, Flurstück: 115                                                                                   | Trauerhalle mit Gedenktafel für die Gefallenen in den Weltkriegen; die Friedhofskapelle befindet sich außerhalb des Gräberfeldes (= alter Friedhof) |                        | 128835 DDB |
| Wasserwerk Gettenbach                                      | Wasserwerk Gettenbach              | Hinter der Papiermühle LageFlur: 2, Flurstück: 6/2                                                                         | Ehemaliger Wasserhochbehälter mit in den 1970er Jahren zugemauertem Eingang |                        | 128834 DDB |
| Bild gesucht BW                                            | Sachgesamtheit Hühnerhof           | Hühnerhof 2/3/5, Am Eichbäumchen (Außerhalb der Ortslage, an der K 909) LageFlur: 3, 18, Flurstück: 11/2, 7/12, 8/2, 115/1 | | 18. Jahrhundert        | 128114 DDB |
| Bild gesucht BW                                            |                                    | Köhlerkopf 2/4 LageFlur: 2, Flurstück: 52/3, 52/5                                                                          | | 19. Jahrhundert        | 128836 DDB |
| weitere Bilder                                             | Jüdischer Friedhof                 | Kohlplatte LageFlur: 4, Flurstück: 38/7                                                                                    | | Ab 1760                | 128837 DDB |

### Hain-Gründau
| Bild                          | Bezeichnung                              | Lage | Beschreibung | Bauzeit                    | Objekt-Nr. |
| ----------------------------- | ---------------------------------------- | --- | --- | -------------------------- | ---------- |
| Bild gesucht BW               | Gesamtanlage Oberdorf                    | Burgstraße, Hainstraße, Jägergasse, Mühlweg, Pfarrgasse, Schmiedegasse, Steinweg Lage                               | |                            | 128838 DDB |
| Bild gesucht BW               | Grabmäler                                | Beim Kirchhof o. Nr. LageFlur: 11, Flurstück: 35                                                                    | Grabmäler auf dem Friedhof | 17.–19. Jahrhundert        | 128851 DDB |
| Bild gesucht BW               | „Burgschule“ und Rathaus                 | Burgstraße 9 LageFlur: 1, Flurstück: 460                                                                            | | 1885                       | 127851 DDB |
| Bild gesucht BW               | Sandsteinbrücke                          | Gründau (Mühlweg) LageFlur: 16, Flurstück: 27                                                                       | | 19. Jahrhundert            | 128855 DDB |
| Bild gesucht BW               |                                          | Hainstraße 6 LageFlur: 1, Flurstück: 433                                                                            | | 19. Jahrhundert            | 128839 DDB |
| Bild gesucht BW               |                                          | Hainstraße 13, 13a LageFlur: 1, Flurstück: 440/4, 440/5                                                             | Dreiseitige Hofanlage | 18. Jahrhundert            | 127852 DDB |
| Bild gesucht BW               |                                          | Hainstraße 21 LageFlur: 1, Flurstück: 451/3                                                                         | | 18. Jahrhundert            | 128840 DDB |
| Bild gesucht BW               | Backhaus                                 | Hainstraße 28 LageFlur: 1, Flurstück: 418/1                                                                         | | 1839                       | 128841 DDB |
| Bild gesucht BW               |                                          | Hainstraße 35 LageFlur: 1, Flurstück: 383/1                                                                         | | 18. Jahrhundert            | 127853 DDB |
| Bild gesucht BW               |                                          | Hainstraße 37 LageFlur: 1, Flurstück: 384                                                                           | | 18. Jahrhundert            | 127854 DDB |
| Bild gesucht BW               |                                          | Hainstraße 39 LageFlur: 1, Flurstück: 386                                                                           | | Um 1800                    | 128843 DDB |
| Bild gesucht BW               |                                          | Hainstraße 48 LageFlur: 1, Flurstück: 402                                                                           | | 18. Jahrhundert            | 128844 DDB |
| Bild gesucht BW               |                                          | Hainstraße 60 LageFlur: 1, Flurstück: 126                                                                           | | Um 1800                    | 128845 DDB |
| Bild gesucht BW               |                                          | Hainstraße 62 LageFlur: 1, Flurstück: 124                                                                           | | Um 1900                    | 128846 DDB |
| Bild gesucht BW               |                                          | Hainstraße 63 LageFlur: 1, Flurstück: 137/5                                                                         | Ehemaliges Lehrerwohnhaus, später Bürgermeisteramt, heute Gemeindehaus.                                                                      | 1900                       | 128847 DDB |
| Bild gesucht BW               |                                          | Hainstraße 64 LageFlur: 1, Flurstück: 123/1                                                                         | | Um 1900                    | 128848 DDB |
| Bild gesucht BW               | Alte Schule                              | Hainstraße 87 LageFlur: 1, Flurstück: 101/1                                                                         | | 1908                       | 128849 DDB |
| Blick auf den Friedhof von NO | 3 Grabsteine                             | Im Haufengarten (bei Hainstraße 119) LageFlur: 11, Flurstück: 26                                                    | Ehemaliger jüdischer Friedhof mit 3 Grabsteinen                                                                                              |                            | 128852 DDB |
| weitere Bilder                | Evangelische Kirche und Kriegerdenkmäler | Im Schmidtshof (bei der Hainstraße) LageFlur: 11, Flurstück: 60                                                     | Saalbau von 1610 der vor dem Dorf in den Talwiesen liegt. Die Innenausstattung mit doppelten Emporen aus der 1. Hälfte des 18. Jahrhunderts. | Ab 1581                    | 128850 DDB |
| Bild gesucht BW               |                                          | Jägergasse 8 LageFlur: 1, Flurstück: 355/2                                                                          | | 18. Jahrhundert            | 127855 DDB |
| Bild gesucht BW               |                                          | Jägergasse 10 LageFlur: 1, Flurstück: 293                                                                           | | 18. Jahrhundert            | 128853 DDB |
| Bild gesucht BW               |                                          | Mühlweg 6 LageFlur: 16, Flurstück: 20/2                                                                             | | Um 1900                    | 128854 DDB |
| Hain-Gründauer Mühle          | Hain-Gründauer Mühle                     | Mühlweg 16, Mühlweg, Mühlgraben, Im Schafleder, Holzwiese LageFlur: 15, 18, Flurstück: 57, 58/1, 59, 32, 33, 34, 35 | Ehemalige Bannmühle in Hain-Gründau; der Mühlenbann endete Mitte der 1850er Jahre; die Mühle wurde noch bis in die 1950er Jahre betrieben    | Neubau wahrscheinlich 1781 | 127856 DDB |
| Bild gesucht BW               |                                          | Pfarrgasse 2 LageFlur: 1, Flurstück: 388/1                                                                          | | 18. Jahrhundert            | 915914 DDB |
| Bild gesucht BW               |                                          | Pfarrgasse 11 LageFlur: 1, Flurstück: 377, 318                                                                      | Teil der Gesamtanlage Alter Ortskern | 19. Jahrhundert            | 915930     |
| Bild gesucht BW               |                                          | Pfarrgasse 14/16/14a LageFlur: 1, Flurstück: 347/2, 347/4, 348/1, 348/2                                             | Winkelförmige Hofanlage | 18. Jahrhundert            | 127857 DDB |
| Bild gesucht BW               |                                          | Pfarrgasse 17 LageFlur: 1, Flurstück: 450                                                                           | | 18. Jahrhundert            | 127858 DDB |
| Bild gesucht BW               | Ehemaliges Synagoge                      | Pfarrgasse 20 LageFlur: 1, Flurstück: 343/3                                                                         | |                            | 127859 DDB |
| Bild gesucht BW               | Ehemaliges Pfarrhaus                     | Pfarrgasse 22 LageFlur: 1, Flurstück: 342                                                                           | | 1715                       | 127860 DDB |
| Bild gesucht BW               | Straßenpflaster                          | Steinweg LageFlur: 1, Flurstück: 548/3                                                                              | | 20. Jahrhundert            | 128857 DDB |

### Lieblos
| Bild            | Bezeichnung                 | Lage | Beschreibung                                                                                    | Bauzeit             | Objekt-Nr. |
| --------------- | --------------------------- | --- | ----------------------------------------------------------------------------------------------- | ------------------- | ---------- |
| Bild gesucht BW | Gesamtanlage Alter Ortskern | Büdinger Straße, Gelnhäuser Straße, Gründauer Straße, Im Gässchen, Paulstraße, Poststraße, Rathausstraße, Sommerbergstraße Lage        |                                                                                                 |                     | 128858 DDB |
| Bild gesucht BW |                             | Alte Hofstraße 5 LageFlur: 8, Flurstück: 381/2                                                                                         |                                                                                                 | 19. Jahrhundert     | 128859 DDB |
| Bild gesucht BW |                             | August-Imhof-Straße 40 LageFlur: 33, Flurstück: 152                                                                                    |                                                                                                 |                     | 844139 DDB |
| Neue Herberge   | Neue Herberge               | Büdinger Straße 1 LageFlur: 17, Flurstück: 24/3                                                                                        | Ehemalige Poststation                                                                           | ab 1613             | 128861 DDB |
| Bild gesucht BW |                             | Büdinger Straße 4 LageFlur: 8, Flurstück: 364/2                                                                                        |                                                                                                 | 17. Jahrhundert     | 128862 DDB |
| Bild gesucht BW |                             | Büdinger Straße 8, Poststraße 2a LageFlur: 8, Flurstück: 318/1, 321/3, 321/4                                                           |                                                                                                 |                     | 128863 DDB |
| Bild gesucht BW |                             | Büdinger Straße 10 LageFlur: 8, Flurstück: 134/1                                                                                       |                                                                                                 |                     | 128864 DDB |
|                 |                             | Büdinger Straße 13 LageFlur: 8, Flurstück: 385/2                                                                                       |                                                                                                 | 18. Jahrhundert     | 128118 DDB |
| Bild gesucht BW |                             | Büdinger Straße 17 LageFlur: 8, Flurstück: 392/5                                                                                       |                                                                                                 | 18. Jahrhundert     | 128119 DDB |
| Bild gesucht BW |                             | Büdinger Straße 23 LageFlur: 8, Flurstück: 406/4                                                                                       |                                                                                                 | 18. Jahrhundert     | 128120 DDB |
| Bild gesucht BW |                             | Büdinger Straße 25 LageFlur: 8, Flurstück: 408/3                                                                                       |                                                                                                 | 18./19. Jahrhundert | 128121 DDB |
|                 |                             | Büdinger Straße 29 LageFlur: 8, Flurstück: 426/2                                                                                       |                                                                                                 | 1902                | 128865 DDB |
| Bild gesucht BW |                             | Gelnhäuser Straße 1 LageFlur: 8, Flurstück: 135                                                                                        |                                                                                                 | Um 1800             | 128866 DDB |
| „Alte Schule“   | „Alte Schule“               | Gelnhäuser Straße 2 LageFlur: 8, Flurstück: 310/1                                                                                      |                                                                                                 | 1823                | 128867 DDB |
| Bild gesucht BW |                             | Gelnhäuser Straße 5 LageFlur: 8, Flurstück: 138/1                                                                                      |                                                                                                 | 18. Jahrhundert     | 128868 DDB |
| Bild gesucht BW |                             | Gelnhäuser Straße 11 LageFlur: 8, Flurstück: 214/2                                                                                     |                                                                                                 | 18. Jahrhundert     | 128869 DDB |
| Bild gesucht BW |                             | Gelnhäuser Straße 12 LageFlur: 8, Flurstück: 302/2                                                                                     |                                                                                                 | 18. Jahrhundert     | 128122 DDB |
| Bild gesucht BW |                             | Gelnhäuser Straße 15 LageFlur: 8, Flurstück: 577/220                                                                                   |                                                                                                 | 19. Jahrhundert     | 128870 DDB |
| Bild gesucht BW |                             | Gelnhäuser Straße 20 LageFlur: 8, Flurstück: 301/4                                                                                     |                                                                                                 | 18. Jahrhundert     | 128871 DDB |
| Bild gesucht BW | Sachteil Tor mit Pfosten    | Gelnhäuser Straße 23 LageFlur: 8, Flurstück: 229/2                                                                                     | Hofeinfahrt                                                                                     | 1927                | 128872 DDB |
| Bild gesucht BW |                             | Gelnhäuser Straße 28 LageFlur: 8, Flurstück: 269/1                                                                                     |                                                                                                 | 1906                | 128873 DDB |
| Bild gesucht BW |                             | Gelnhäuser Straße 36 LageFlur: 8, Flurstück: 245/4                                                                                     |                                                                                                 | Um 1900             | 128874 DDB |
| Bild gesucht BW |                             | Gelnhäuser Straße 37 LageFlur: 6, Flurstück: 179/5                                                                                     |                                                                                                 | Um 1900             | 128875 DDB |
|                 |                             | Gelnhäuser Straße 38 LageFlur: 6, Flurstück: 243                                                                                       |                                                                                                 | Um 1900             | 128876 DDB |
| Bild gesucht BW |                             | Gründauer Straße 1 LageFlur: 8, Flurstück: 415/1                                                                                       |                                                                                                 | 18./19. Jahrhundert | 128877 DDB |
| Bild gesucht BW |                             | Im Gäßchen 2a LageFlur: 8, Flurstück: 279/6                                                                                            |                                                                                                 | 18. Jahrhundert     | 128878 DDB |
| Bild gesucht BW | Kriegerdenkmal am Friedhof  | Im Weiberfeld (bei Gründauer Straße Nr. 50) LageFlur: 44, Flurstück: 152                                                               |                                                                                                 |                     | 128860 DDB |
| Kinzigmühle     | Kinzigmühle                 | Kinzigmühle 1, Streutchen, Kinzigmühle, Kinzig, Breitwiese LageFlur: 36, Flurstück: 15/2, 17, 18, 19/2, 19/3, 19/4, 20, 22, 23, 24, 25 | Die erste Erwähnung nennt 1547 den Orber Hans Hack, der „uff der Kintzig eine Mhulen erkaufte“. | 18. Jahrhundert     | 128880 DDB |
| Bild gesucht BW |                             | Paulstraße 3 LageFlur: 8, Flurstück: 199/1                                                                                             |                                                                                                 | 18. Jahrhundert     | 128881 DDB |
| Trafostation    | Trafostation                | Plaudergartenstraße LageFlur: 7, Flurstück: 243/1                                                                                      | Transformatorenturm                                                                             | 1919                | 128879 DDB |
| Bild gesucht BW |                             | Poststraße 1 LageFlur: 8, Flurstück: 309                                                                                               |                                                                                                 | Um 1900             | 128882 DDB |
| Bild gesucht BW |                             | Rathausstraße 1 LageFlur: 8, Flurstück: 131/1                                                                                          |                                                                                                 |                     | 128883 DDB |
| Bild gesucht BW | Ehemalige Synagoge          | Rathausstraße 2 LageFlur: 8, Flurstück: 139/1                                                                                          |                                                                                                 | 18. Jahrhundert     | 128123 DDB |
| Bild gesucht BW |                             | Rathausstraße 10 LageFlur: 8, Flurstück: 633/2                                                                                         |                                                                                                 | 19. Jahrhundert     | 128884 DDB |
| Bild gesucht BW |                             | Rathausstraße 10 hinten (früher Nr. 12) LageFlur: 8, Flurstück: 633/2                                                                  |                                                                                                 | Um 1800             | 128124 DDB |
| Bild gesucht BW |                             | Sommerbergstraße 1 LageFlur: 8, Flurstück: 152/1                                                                                       |                                                                                                 | 18. Jahrhundert     | 128885 DDB |
| Bild gesucht BW |                             | Sommerbergstraße 9 LageFlur: 8, Flurstück: 67/1                                                                                        |                                                                                                 | 18. Jahrhundert     | 128886 DDB |
| Bild gesucht BW |                             | Sommerbergstraße 10 LageFlur: 8, Flurstück: 206                                                                                        |                                                                                                 | 18. Jahrhundert     | 128887 DDB |
| Bild gesucht BW |                             | Sommerbergstraße 12 LageFlur: 8, Flurstück: 191/9                                                                                      |                                                                                                 | 18. Jahrhundert     | 128888 DDB |
| Bild gesucht BW |                             | Sommerbergstraße 26 LageFlur: 8, Flurstück: 156/1                                                                                      |                                                                                                 | 19. Jahrhundert     | 128889 DDB |

### Mittel-Gründau
| Bild                                                   | Bezeichnung                                            | Lage | Beschreibung          | Bauzeit         | Objekt-Nr. |
| ------------------------------------------------------ | ------------------------------------------------------ | --- | --------------------- | --------------- | ---------- |
| Bild gesucht BW                                        | Gesamtanlage Alter Ortskern                            | Ahl, Altwiedermuser Weg, Am Klößner, Alte Schulstraße, Bachgasse, Hain-Gründauer-Straße, Sackgasse, Zwerggasse Lage |                       |                 | 128890 DDB |
| Bild gesucht BW                                        | Backhaus, Leiterhaus und Viehwaage                     | Ahl 2 LageFlur: 1, Flurstück: 303/1                                                                                 |                       |                 | 128891 DDB |
| Bild gesucht BW                                        |                                                        | Ahl 8 LageFlur: 1, Flurstück: 305                                                                                   |                       | 19. Jahrhundert | 128892 DDB |
| Bild gesucht BW                                        |                                                        | Ahl 9 LageFlur: 1, Flurstück: 347                                                                                   |                       | 19. Jahrhundert | 128893 DDB |
| Bild gesucht BW                                        | Torpfosten                                             | Alte Schulstraße 9/9a LageFlur: 1, Flurstück: 231/1, 234/1                                                          |                       | 19. Jahrhundert | 128894 DDB |
| Bild gesucht BW                                        |                                                        | Alte Schulstraße 12 LageFlur: 1, Flurstück: 253/1                                                                   |                       | 18. Jahrhundert | 128125 DDB |
| Bild gesucht BW                                        |                                                        | Alte Schulstraße (bei Nr. 15) LageFlur: 1, Flurstück: 225/1                                                         |                       | 19. Jahrhundert | 128896 DDB |
| Bild gesucht BW                                        |                                                        | Alte Schulstraße 16 LageFlur: 1, Flurstück: 197                                                                     |                       | 19. Jahrhundert | 128126 DDB |
| Bild gesucht BW                                        |                                                        | Alte Schulstraße 17 LageFlur: 1, Flurstück: 221/9                                                                   | Teil der Gesamtanlage | 19. Jahrhundert | 950257     |
| Bild gesucht BW                                        |                                                        | Alte Schulstraße 27 LageFlur: 1, Flurstück: 162/1                                                                   |                       | 19. Jahrhundert | 128898 DDB |
| Bild gesucht BW                                        |                                                        | Alte Schulstraße 28 LageFlur: 1, Flurstück: 205                                                                     |                       | 17. Jahrhundert | 128899 DDB |
| Ehemalige Domäne der Grafen Ysenburg-Büdingen-Meerholz | Ehemalige Domäne der Grafen Ysenburg-Büdingen-Meerholz | Bachgasse 2 LageFlur: 1, Flurstück: 28/1                                                                            |                       |                 | 128127 DDB |
|                                                        |                                                        | Bachgasse 3 LageFlur: 1, Flurstück: 279                                                                             |                       | Nach 1900       | 128900 DDB |
| Bild gesucht BW                                        |                                                        | Bachgasse 5 LageFlur: 1, Flurstück: 275/6                                                                           |                       | 19. Jahrhundert | 128901 DDB |
| Bild gesucht BW                                        |                                                        | Bachgasse 6 LageFlur: 1, Flurstück: 264/6                                                                           |                       | Um 1900         | 128902 DDB |
| Bild gesucht BW                                        |                                                        | Bachgasse 9 LageFlur: 1, Flurstück: 269/1                                                                           |                       | 19. Jahrhundert | 128903 DDB |
| Bild gesucht BW                                        | Sachteil Torpfosten                                    | Bachgasse 29a/29b LageFlur: 1, Flurstück: 173/3                                                                     |                       | 1896            | 128904 DDB |
| Bild gesucht BW                                        |                                                        | Bachgasse 30 LageFlur: 1, Flurstück: 132/2                                                                          |                       | Um 1900         | 128905 DDB |
| Bild gesucht BW                                        |                                                        | Bachgasse 33 LageFlur: 1, Flurstück: 134/1                                                                          |                       | 19. Jahrhundert | 128906 DDB |
| Bild gesucht BW                                        |                                                        | Bachgasse 38 LageFlur: 1, Flurstück: 110/1                                                                          |                       | Um 1900         | 128907 DDB |
| Bild gesucht BW                                        |                                                        | Bachgasse 43 LageFlur: 1, Flurstück: 2/1                                                                            |                       | Um 1900         | 128908 DDB |
| Bild gesucht BW                                        | Kriegerdenkmal                                         | Gartenstraße LageFlur: 1, Flurstück: 434/2                                                                          |                       | 20. Jahrhundert | 128913 DDB |
| Bild gesucht BW                                        |                                                        | Hain-Gründauer Straße 1 LageFlur: 1, Flurstück: 335/2                                                               |                       | 19. Jahrhundert | 128909 DDB |
| Bild gesucht BW                                        |                                                        | Hain-Gründauer Straße 1e LageFlur: 1, Flurstück: 336/2                                                              |                       | 19. Jahrhundert | 128910 DDB |
| Bild gesucht BW                                        |                                                        | Hain-Gründauer Straße 2 LageFlur: 1, Flurstück: 281                                                                 |                       | 20. Jahrhundert | 128164 DDB |
| Bild gesucht BW                                        |                                                        | Hain-Gründauer Straße 10 LageFlur: 1, Flurstück: 287/2                                                              |                       | 19. Jahrhundert | 128128 DDB |
| Bild gesucht BW                                        |                                                        | Hain-Gründauer Straße 13 LageFlur: 1, Flurstück: 293/1                                                              |                       | 20. Jahrhundert | 128911 DDB |
| Bild gesucht BW                                        |                                                        | Hain-Gründauer Straße 63 LageFlur: 2, Flurstück: 107/2                                                              |                       | 20. Jahrhundert | 128912 DDB |
| Bild gesucht BW                                        |                                                        | Zwerggasse 2 LageFlur: 1, Flurstück: 117/34                                                                         |                       | 19. Jahrhundert | 128914 DDB |

### Niedergründau
| Bild                      | Bezeichnung                                                 | Lage | Beschreibung | Bauzeit         | Objekt-Nr. |
| ------------------------- | ----------------------------------------------------------- | --- | --- | --------------- | ---------- |
| Bild gesucht BW           | Gesamtanlage I, Alter Ortskern                              | Liebloser Straße, Mittelstraße, Obergasse, Rothenberger Straße, Untergasse, Schieferbergstraße, Schmidtgasse Lage | |                 | 128176 DDB |
| Bild gesucht BW           | Gesamtanlage II, Ensemble Kirchberg, Schieferbergstraße     | Lage | |                 | 128915 DDB |
| Bild gesucht BW           | Friedhof mit Kriegerdenkmal                                 | Am obersten Weinberg (bei Schieferbergstraße 27) LageFlur: 6, Flurstück: 84/1                                     | |                 | 128935 DDB |
| weitere Bilder            | Evangelische Bergkirche; ehem. kath. Pfarrkirche St. Petrus | Bergkirche Niedergründau, Kirchberg (bei der Schieferbergstraße) LageFlur: 6, Flurstück: 14/1, 15                 | Wuchtiger Westturm 12. Jahrhundert und 1566 erneuert. 1835-1838 das Langhaus als großer klassizistischer Saalbau errichtet, 1840 Orgel mit kräftigem Säulenprospekt. | 1838/40         | 128933 DDB |
| Bild gesucht BW           |                                                             | Liebloser Straße 2 LageFlur: 8, Flurstück: 168                                                                    | | 1786            | 128917 DDB |
| Bild gesucht BW           |                                                             | Liebloser Straße 5 LageFlur: 8, Flurstück: 162                                                                    | | 18. Jahrhundert | 128918 DDB |
| Bild gesucht BW           | Gasthaus                                                    | Liebloser Straße 6 LageFlur: 8, Flurstück: 170/1                                                                  | | 18. Jahrhundert | 128129 DDB |
| Bild gesucht BW           |                                                             | Liebloser Straße 12 LageFlur: 8, Flurstück: 98/1                                                                  | | 19. Jahrhundert | 128919 DDB |
| Bild gesucht BW           | Sachteil Torpfosten                                         | Liebloser Straße 26 LageFlur: 8, Flurstück: 8/8                                                                   | | 1939            | 128920 DDB |
| Bild gesucht BW           |                                                             | Mittel-Gründauer Straße 7 LageFlur: 9, Flurstück: 319/130                                                         | | Um 1900         | 128921 DDB |
| Bild gesucht BW           | Ehemalige Schmiede                                          | Obergasse (bei Nr. 1) LageFlur: 8, Flurstück: 95/9                                                                | | 1886            | 128922 DDB |
| Bild gesucht BW           |                                                             | Obergasse 7 LageFlur: 8, Flurstück: 90                                                                            | | 18. Jahrhundert | 128923 DDB |
| Bild gesucht BW           | Ehemaliger Verwaltungssitz                                  | Obergasse 9 LageFlur: 8, Flurstück: 20/6                                                                          | | 18. Jahrhundert | 128924 DDB |
| Bild gesucht BW           |                                                             | Obergasse 13 LageFlur: 8, Flurstück: 86/4                                                                         | | 18. Jahrhundert | 128130 DDB |
|                           |                                                             | Obergasse 18 LageFlur: 8, Flurstück: 186/4                                                                        | | 1753            | 128925 DDB |
| Rat- und Schulhaus        | Rat- und Schulhaus                                          | Obergasse 20 LageFlur: 8, Flurstück: 196                                                                          | | 1836            | 128131 DDB |
| Bild gesucht BW           |                                                             | Obergasse 22 LageFlur: 8, Flurstück: 198                                                                          | | 18. Jahrhundert | 128926 DDB |
| Bild gesucht BW           |                                                             | Obergasse 26 LageFlur: 8, Flurstück: 206/2                                                                        | | Um 1800         | 128927 DDB |
| Bild gesucht BW           | Sachteil Kartusche                                          | Obergasse 33 LageFlur: 8, Flurstück: 67/14                                                                        | | 1776            | 128928 DDB |
| Bild gesucht BW           |                                                             | Obergasse 35 LageFlur: 8, Flurstück: 62/8                                                                         | | 1900            | 128929 DDB |
| Bild gesucht BW           |                                                             | Obergasse 36 LageFlur: 8, Flurstück: 216                                                                          | | 18. Jahrhundert | 128132 DDB |
| Bild gesucht BW           | Ehemaliges Gasthaus und Schnapsbrennerei                    | Obergasse 39 LageFlur: 8, Flurstück: 56                                                                           | | 18. Jahrhundert | 128133 DDB |
| Bild gesucht BW           |                                                             | Obergasse 49, Röthen LageFlur: 7, 26, Flurstück: 2/1, 77, 78                                                      | | 1926            | 128134 DDB |
| Bild gesucht BW           |                                                             | Rothenberger Straße 2 LageFlur: 8, Flurstück: 208/5                                                               | | Um 1800         | 128930 DDB |
| Bild gesucht BW           | Reste von Weinbergsmauern                                   | Schieferbergstraße LageFlur: 6, Flurstück: 158/3                                                                  | |                 | 128936 DDB |
| Bild gesucht BW           |                                                             | Schieferbergstraße 1 LageFlur: 8, Flurstück: 322/161                                                              | | 18. Jahrhundert | 128135 DDB |
| Bild gesucht BW           |                                                             | Schieferbergstraße 3 LageFlur: 8, Flurstück: 321/157                                                              | |                 | 128931 DDB |
| Bild gesucht BW           |                                                             | Schieferbergstraße 4 LageFlur: 8, Flurstück: 122/3                                                                | | 1790            | 128136 DDB |
| Bild gesucht BW           | Pfarrhaus                                                   | Schieferbergstraße 29 LageFlur: 6, Flurstück: 205/6                                                               | | 1908/09         | 128177 DDB |
| Bild gesucht BW           | Brunnenhaus                                                 | Schieferbergstraße gegenüber Nr. 29 LageFlur: 6, Flurstück: 66                                                    | | 1814/15         | 128934 DDB |
| Glöcknerhaus (Küsterhaus) | Glöcknerhaus (Küsterhaus)                                   | Schieferbergstraße 35 LageFlur: 6, Flurstück: 18/2                                                                | Erwähnung:"Hirmann Glockener uff dem berge 1357". |                 | 128137 DDB |
| Bild gesucht BW           | Wasserwerk Niedergründau                                    | Schieferbergstraße (bei Nr. 35) LageFlur: 6, Flurstück: 18/1                                                      | Wasserhochbehälter | 1951            | 128932 DDB |
| Bild gesucht BW           | Ehemalige Ziegelhütte                                       | Schieferbergstraße 39 LageFlur: 6, Flurstück: 27/4                                                                | | 1777            | 128937 DDB |
| Bild gesucht BW           |                                                             | Untergasse 13 LageFlur: 8, Flurstück: 184/1                                                                       | Fachwerkscheune | 19. Jahrhundert | 128938 DDB |
| Bild gesucht BW           |                                                             | Untergasse 17 LageFlur: 8, Flurstück: 194/1                                                                       | | 18. Jahrhundert | 128939 DDB |
| weitere Bilder            | Unterdorfer Backhaus                                        | Untergasse bei Nr. 20 LageFlur: 8, Flurstück: 234                                                                 | | ~1840           | 128940 DDB |
| Bild gesucht BW           |                                                             | Untergasse 25 LageFlur: 8, Flurstück: 210/2                                                                       | | 19. Jahrhundert | 128941 DDB |
| Bild gesucht BW           |                                                             | Untergasse 29 LageFlur: 8, Flurstück: 213                                                                         | | 19. Jahrhundert | 128138 DDB |
| Bild gesucht BW           |                                                             | Untergasse 36 LageFlur: 8, Flurstück: 191/1                                                                       | | Um 1900         | 128943 DDB |

### Rothenbergen
| Bild               | Bezeichnung                           | Lage | Beschreibung                | Bauzeit         | Objekt-Nr. |
| ------------------ | ------------------------------------- | --- | --------------------------- | --------------- | ---------- |
| Bild gesucht BW    | Gesamtanlage Alter Ortskern           | Alte Dorfstraße, Backhausstraße, Bahnhofstraße, Brunnenstraße, Frankfurter Straße, Junkerstraße, Niedergründauer Straße, Schulstraße, Weetgasse, Wiesenstraße, Zingelweg Lage |                             |                 | 128944 DDB |
| Bild gesucht BW    | Sachteil Pflaster                     | Alte Dorfstraße LageFlur: 7, Flurstück: 226/3 |                             | 20. Jahrhundert | 128945 DDB |
| Bild gesucht BW    |                                       | Alte Dorfstraße 1 LageFlur: 7, Flurstück: 183/3 |                             | 18. Jahrhundert | 127995 DDB |
| Bild gesucht BW    |                                       | Alte Dorfstraße 2 LageFlur: 7, Flurstück: 143 |                             | 18. Jahrhundert | 127996 DDB |
| Bild gesucht BW    |                                       | Alte Dorfstraße 3 LageFlur: 7, Flurstück: 184/2 |                             | 18. Jahrhundert | 127997 DDB |
| Bild gesucht BW    |                                       | Alte Dorfstraße 5 LageFlur: 7, Flurstück: 186/2 |                             | 18. Jahrhundert | 127998 DDB |
| Bild gesucht BW    |                                       | Alte Dorfstraße 6 LageFlur: 7, Flurstück: 141 |                             | 18. Jahrhundert | 128946 DDB |
| Bild gesucht BW    |                                       | Alte Dorfstraße 10 LageFlur: 7, Flurstück: 137 |                             | 19. Jahrhundert | 127999 DDB |
| Bild gesucht BW    |                                       | Brunnenstraße 3 LageFlur: 7, Flurstück: 158/1 |                             | Um 1800         | 128000 DDB |
| Ehemaliger Gasthof | Ehemaliger Gasthof                    | Frankfurter Straße 27 LageFlur: 7, Flurstück: 73/6 |                             | Um 1800         | 128947 DDB |
| Bild gesucht BW    |                                       | Frankfurter Straße 28 LageFlur: 7, Flurstück: 118/3 |                             | 18. Jahrhundert | 128001 DDB |
| Bild gesucht BW    |                                       | Frankfurter Straße 32 LageFlur: 7, Flurstück: 116/3 |                             | 18. Jahrhundert | 128002 DDB |
| Bild gesucht BW    |                                       | Frankfurter Straße 36 LageFlur: 7, Flurstück: 113/1 |                             | Um 1800         | 128948 DDB |
| Bild gesucht BW    | Gasthof                               | Frankfurter Straße 39 LageFlur: 7, Flurstück: 107/3 |                             | 18. Jahrhundert | 128949 DDB |
| Bild gesucht BW    |                                       | Frankfurter Straße 40 LageFlur: 7, Flurstück: 147/2 |                             | 18. Jahrhundert | 128003 DDB |
| Bild gesucht BW    |                                       | Frankfurter Straße 42 LageFlur: 7, Flurstück: 146/3 |                             | Um 1700         | 128950 DDB |
| Bild gesucht BW    |                                       | Frankfurter Straße 43 LageFlur: 7, Flurstück: 148/2 |                             | 18. Jahrhundert | 128951 DDB |
| Bild gesucht BW    |                                       | Frankfurter Straße 44 LageFlur: 7, Flurstück: 145/3 |                             | 18. Jahrhundert | 128004 DDB |
| Bild gesucht BW    |                                       | Frankfurter Straße 46 LageFlur: 7, Flurstück: 179/2 |                             | 18. Jahrhundert | 128952 DDB |
| Bild gesucht BW    |                                       | Frankfurter Straße 47 LageFlur: 7, Flurstück: 164/3 | Scheunen- und Stallriegel   | 19. Jahrhundert | 128953 DDB |
| Bild gesucht BW    |                                       | Frankfurter Straße 48 LageFlur: 7, Flurstück: 176/1 |                             | 18. Jahrhundert | 128005 DDB |
| Bild gesucht BW    |                                       | Frankfurter Straße 49 LageFlur: 7, Flurstück: 54/6 |                             | Um 1700         | 128006 DDB |
| Bild gesucht BW    |                                       | Frankfurter Straße 52 LageFlur: 6, Flurstück: 315/173 |                             | 18. Jahrhundert | 128954 DDB |
| Bild gesucht BW    |                                       | Frankfurter Straße 55 LageFlur: 6, Flurstück: 48/3 |                             | 17. Jahrhundert | 128007 DDB |
| Bild gesucht BW    |                                       | Junkerstraße 1 LageFlur: 7, Flurstück: 81 |                             | Um 1800         | 128008 DDB |
| Bild gesucht BW    |                                       | Junkerstraße 2 LageFlur: 7, Flurstück: 88/3 |                             | 20. Jahrhundert | 128009 DDB |
| Bild gesucht BW    |                                       | Junkerstraße 3 LageFlur: 7, Flurstück: 82 |                             | 19. Jahrhundert | 128955 DDB |
| Bild gesucht BW    |                                       | Junkerstraße 7 LageFlur: 7, Flurstück: 84/9 |                             | 18. Jahrhundert | 128956 DDB |
| Bild gesucht BW    | Ehemalige Schmiede                    | Niedergründauer Straße 1, Frankfurter Straße 28 LageFlur: 7, Flurstück: 118/3, 120/2                                                                                          |                             | 1806            | 128957 DDB |
| Bild gesucht BW    |                                       | Niedergründauer Straße 3 LageFlur: 7, Flurstück: 123/1 |                             | 19. Jahrhundert | 128958 DDB |
| Bild gesucht BW    |                                       | Niedergründauer Straße 10/12 LageFlur: 7, Flurstück: 287/24, 32/1 | Streckhof                   | 20. Jahrhundert | 128959 DDB |
| weitere Bilder     | Katholische Kirche Christkönig        | Niedergründauer Straße 20 LageFlur: 8, Flurstück: 151/1 |                             | 1964/65         | 128916 DDB |
| Bild gesucht BW    |                                       | Schulstraße 2 LageFlur: 7, Flurstück: 4/2 |                             | Um 1900         | 128960 DDB |
| Bild gesucht BW    | Ehemalige Schule                      | Schulstraße 3 LageFlur: 7, Flurstück: 127/6 |                             | 1911            | 128010 DDB |
| Bild gesucht BW    |                                       | Schulstraße 5 LageFlur: 7, Flurstück: 130/2 |                             | Um 1900         | 128961 DDB |
| Bild gesucht BW    |                                       | Schulstraße 14 LageFlur: 7, Flurstück: 199/1 |                             | 19. Jahrhundert | 128962 DDB |
| Bild gesucht BW    |                                       | Weetgasse 2 LageFlur: 7, Flurstück: 149/1 |                             | 19. Jahrhundert | 128963 DDB |
| Bild gesucht BW    |                                       | Weetgasse 3 LageFlur: 7, Flurstück: 102/2 |                             | 18. Jahrhundert | 128011 DDB |
| Bild gesucht BW    | „Alte Wache“                          | Wibaustraße 14 LageFlur: 12, Flurstück: 130/62 | Wachhaus des Fliegerhorstes | 1935/36         | 128186 DDB |
| Bild gesucht BW    |                                       | Wiesenstraße 1 LageFlur: 6, Flurstück: 78/7 |                             | 19. Jahrhundert | 128964 DDB |
| Bild gesucht BW    | Wohnhaus des Fliegerhorstkommandanten | Wiesenstraße 31 LageFlur: 12, Flurstück: 130/122 |                             | 1935/36         | 128185 DDB |
| Bild gesucht BW    |                                       | Zingelweg 2 LageFlur: 4, Flurstück: 67/5 |                             | Um 1900         | 128965 DDB |

## Abgegangene Kulturdenkmäler
| Bild            | Bezeichnung | Lage                                                              | Beschreibung                     | Bauzeit         | Objekt-Nr. |
| --------------- | ----------- | ----------------------------------------------------------------- | -------------------------------- | --------------- | ---------- |
| Bild gesucht BW |             | Mittel-Gründau, Alte Schulstraße 14 LageFlur: 1, Flurstück: 196/1 | Nach 2012 abgerissen             | 1782            |            |
| Bild gesucht BW |             | Niedergründau, Untergasse 35 LageFlur: 8, Flurstück: 218/1        | Ende 2014/Anfang 2015 abgerissen | 18. Jahrhundert |            |